# Messier 49
Messier 49 (M49 o NGC 4472) és una galàxia el·líptica, de tipus E4 en la seqüència de Hubble, situada a la constel·lació de la Verge. Va ser descoberta per Charles Messier al febrer de 1771.
M49 és una de les galàxies més brillants del cúmul de la verge amb una magnitud aparent de 8,5, la seva magnitud conjunta en banda B (filtre blau) és igual a la 10.2. Està situada a una distància d'aproximadament 60 milions d'anys llum. Es tracta d'una de les galàxies el·líptiques gegants del cúmul de la verge (juntament amb M60 i M87). Té una extensió de 9x7,5 minuts d'arc que correspon a un el·lipsoide amb una projecció de l'eix major propera als 160.000 anys llum, un veritable el·lipsoide gegantí.
Una probable supernova, 1969Q (magnitud aparent +13), va ser observada al juny de 1969. A més, M49, podria tenir dues galàxies satèl·lits NGC4465 i NGC 4467.